# Gary Rossington
Gary Rossington, né le 4 décembre 1951 à Jacksonville (Floride) et mort le 5 mars 2023, est un guitariste et compositeur américain.
Il est l'un des membres fondateurs de Lynyrd Skynyrd et le dernier musicien permanent de la formation originale jusqu'à sa mort en 2023.  

## Biographie
Gary Rossington est victime d'une double fracture des jambes et d'une fracture du bras gauche lors du tragique accident d'avion du 20 octobre 1977 qui décime Lynyrd Skynyrd.
En 1980, il fonde le Rossington Collins Band avec le guitariste Allen Collins ainsi que Billy Powell et Leon Wilkeson tous rescapés du crash aérien de Lynyrd Skynyrd. La formation sort deux albums avant qu'il ne se marie avec la chanteuse du groupe Dale Krantz et qu'ils partent tous deux former le Rossington Band. Ce nouveau groupe au style plus FM publie deux albums Returned To The Scene Of The Crime en 1986 puis Love Your Man en 1988. Le Rossington Band fait la première partie de Lynyrd Skynyrd reformé lors du Tribute Tour 1987-1988.
Gary Rossington, reprenant les rênes de Lynyrd Skynyrd met fin ainsi à la carrière du Rossington Band.
En 2016, il publie avec son épouse Dale Krantz-Rossington un album de blues Take It On Faith chez Loud & Proud Records.
Le 5 mars 2023, ses collègues de Lynyrd Skynyrd annoncent sur les réseaux sociaux son décès à l'âge de 71 ans.